# Kim Fripp
Peter Kemp „Kim“ Fripp  (* 31. Oktober 1952 in Ottawa; † 16. Februar 2023 in Florida, Vereinigte Staaten) war ein kanadischer Skispringer.

## Werdegang
Fripp gab sein internationales Debüt im Rahmen der Vierschanzentournee 1972/73. Dabei sprang er in Oberstdorf auf der Schattenbergschanze auf Rang 67, bevor er kurze Zeit später auf der Großen Olympiaschanze in Garmisch-Partenkirchen Rang 66 belegte. Dies war zudem die höchste Einzelplatzierung bei der Vierschanzentournee. Von der Bergiselschanze in Innsbruck sprang Fripp auf Platz 79 und in Bischofshofen nur auf Rang 87. Drei Jahre später startete er erneut bei der Vierschanzentournee 1975/76, jedoch nur in Oberstdorf und Garmisch, kam dabei jedoch nicht über die Plätze 83 und 84 hinaus.
Bei den Olympischen Winterspielen 1976 in Innsbruck sprang er im Einzel von der Normalschanze mit Sprüngen auf 69 und 66,5 Meter auf Rang 54, bevor er von der Großschanze mit Sprüngen auf 74 und 67 Meter Rang 53 erreichte.
Nach seiner aktiven Karriere engagierte sich Fripp als Trainer und Funktionär in seiner Heimat.